# Siergiej Komarow (polityk)
Siergiej Michajłowicz Komarow (ros. Сергей Михайлович Комаров, ur. 19 września?/2 października 1905 w Kuwszynowie, zm. 2 września 1966 w Moskwie) – radziecki polityk, minister przemysłu celulozowego i papierniczego ZSRR (1947).

## Życiorys
Od września 1919 uczeń tokarza, później tokarz w fabryce papieru, od października 1927 szofer w Armii Czerwonej w Moskwie, od października 1929 ponownie tokarz w fabryce papieru. Od marca 1926 członek WKP(b), w latach 1930-1932 kierownik wydziału KC Związku Zawodowego Robotników Przemysłu Papierniczego, 1932-1933 zastępca dyrektora fabryki papieru im. Maksyma Gorkiego w Leningradzie, 1933-1934 dyrektor fabryki papieru „Kommunar” w obwodzie leningradzkim, 1934-1936 dyrektor fabryki papieru im. W. Wołodarskiego w Leningradzie, 1936 ukończył kursy Instytutu Kształcenia Kwalifikowanych Dyrektorów przy Akademii Leśnotechnicznej w Leningradzie ze specjalnością technik-technolog produkcji papieru. W latach 1936–1937 dyrektor fabryki papieru w Leningradzie, 1937-1939 szef budowy i dyrektor „Sulfatstroju” w Archangielsku, 1939-1940 dyrektor kombinatu celulozy i papieru w obwodzie leningradzkim, 1940-1941 zastępca kierownika i kierownik wydziału przemysłu leśnego i papierniczego Komitetu Obwodowego WKP(b) w Leningradzie. Po wybuchu wojny ZSRR z Niemcami od września 1941 do lipca 1942 dowódca tyłów Sił Wojskowo-Powietrznych Frontu Leningradzkiego, 1942-1943 komisarz i zastępca dowódcy 15 Samodzielnego Specjalnego Pułku Lotniczego ds. politycznych Frontu Leningradzkiego, od 1943 pracownik ludowego komisariatu przemysłu papierniczego ZSRR, od marca 1944 do lipca 1946 kierownik wydziału przemysłu papierowego Komitetu Obwodowego WKP(b) w Leningradzie, od lipca 1946 do kwietnia 1947 kierownik wydziału przemysłu leśnego i papierniczego Zarządu Kadr KC WKP(b). Od 14 kwietnia do 28 listopada 1947 minister przemysłu celulozowego i papierniczego ZSRR. W latach 1947–1950 zastępca ministra przemysłu leśnego i papierniczego ZSRR, 1950-1952 dyrektor kombinatu celulozy i papieru w obwodzie permskim, 1952-1954 dyrektor kombinatu celulozy i papieru w obwodzie kałuskim, 1954-1958 pracownik ministerstwa przemysłu papierniczego i drzewnego ZSRR, 1958-1961 dyrektor fabryki kartonów w obwodzie moskiewskim, od stycznia 1961 na emeryturze. Odznaczony Orderem Wojny Ojczyźnianej II klasy. Pochowany na cmentarzu Nowodziewiczym.